# Aleksander Kowalski (Eishockeyspieler)
Aleksander Marek Kowalski (* 7. Oktober 1902 in Warschau; † 3. April 1940 in Katyn) war ein polnischer Eishockeyspieler.

## Karriere

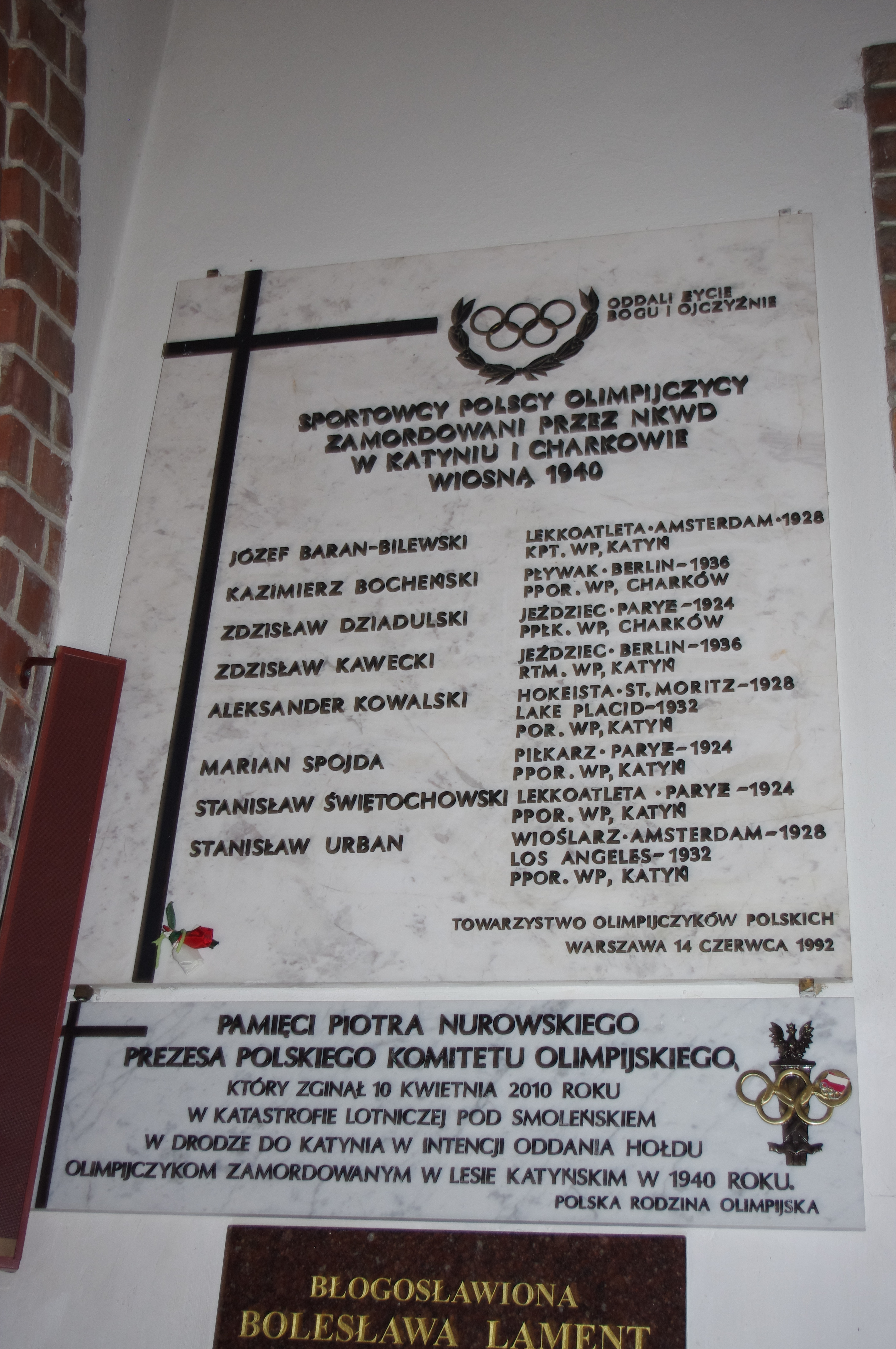
Gedenktafel für die durch den NKWD ermordeten polnischen Olympioniken in der St. Florians-Kathedrale in Warschau

Aleksander Kowalski arbeitete parallel zu seiner Karriere als Eishockeyspieler für das polnische Eisenbahnministerium sowie eine Stadtsparkasse. Mit AZS Warschau gewann er zwischen 1926 und 1931 fünf Mal in Folge den polnischen Meistertitel. Im Zweiten Weltkrieg diente er als Reservist im Rang eines Leutnants in der Polnischen Armee und geriet in sowjetische Kriegsgefangenschaft. Am 3. April 1940 wurde er im Zuge des Massakers von Katyn vom NKWD ermordet.

### International
Für die polnische Eishockeynationalmannschaft nahm Kowalski an den Olympischen Winterspielen 1928 in St. Moritz und 1932 in Lake Placid teil. Insgesamt bestritt er 31 Länderspiele für Polen von 1926 bis 1932.

## Erfolge und Auszeichnungen
- 1927: Polnischer Meister mit AZS Warschau
- 1928: Polnischer Meister mit AZS Warschau
- 1929: Polnischer Meister mit AZS Warschau
- 1930: Polnischer Meister mit AZS Warschau
- 1931: Polnischer Meister mit AZS Warschau